# United States vs. Reality Winner
United States vs. Reality Winner es una película documental estadounidense de 2021, dirigida y producida por Sonia Kennebeck. Wim Wenders se desempeña como productor ejecutivo. Sigue a Reality Winner, quien filtró a los medios un documento de alto secreto sobre la interferencia rusa en las elecciones estadounidenses de 2016. 
La película tuvo su estreno mundial en el South by Southwest el 17 de marzo de 2021.

## Sinopsis
La película sigue a Reality Winner, quien filtró a los medios un documento sobre la interferencia rusa en las elecciones estadounidenses de 2016. Winner, Billie Winner-Davis, Brittany Winner, Gary Davis, Betsy Reed, Edward Snowden, John Kiriakou y Thomas Drake aparecen en la película, mientras que Natalia Dyer narra cartas y poemas de Winner..

## Lanzamiento
La película tuvo su estreno mundial en el South by Southwest el 17 de marzo de 2021. Posteriormente, también se proyecto en el CPH: DOX en abril de 2021.

## Recepción
United States vs. Reality Winner recibió críticas positivas de los críticos de cine. Tiene una calificación de aprobación del 100% en el sitio web del agregador de reseñas Rotten Tomatoes, basado en 16 reseñas, con un promedio ponderado de 7.30/10.